# Evropský hokejový pohár 1984/1985
20. ročník hokejového turnaje European Cupu.Vítězem turnaje se stala CSKA Moskva.

## 1. kolo
- Vissers Nijmegen (Nizozemsko) – Hiversport Luxembourg (Lucembursko) 19:0, 26:0
- CS Megève (Francie) – Dundee Rockets (Velká Británie) 10:1, 12:4
- HC Davos (Švýcarsko) – Ferencvárosi TC Budapest (Maďarsko) 17:4, 7:1
- HK Olimpija Lublaň (Jugoslávie) – CSKA Septemvrijsko zname Sofija (Bulharsko) 6:5, 4:5 (SN 3:2)
- CH Jaca (Španělsko) – Steaua Bukurešť (Rumunsko) 1:14, 4:7 (obě utkání v Jaca)

## 2. kolo
- CS Megève – Tappara Tampere (Finsko) 1:14, 5:15
- HC Davos – VEU Feldkirch (Rakousko) 11:2, 6:6
- HC Bolzano (Itálie) – Sparta Sarpsborg (Norsko) 11:5, 4:6
- Polonia Bytom (Polsko)– Steaua Bukurešť 6:4, 6:3
- Vissers Nijmegen – HK Olimpija Lublaň 4:5, 4:3 (SN 1:0)

## 3. kolo
- CSKA Moskva (URS) - HC Davos 10:1, 7:4 (druhé utkání v Bernu)
- Tappara Tampere - ASD Dukla Jihlava 6:9 (0:3,1:5,5:1) 12. února 1985
- ASD Dukla Jihlava - Tappara Tampere 4:1 (1:0,1:1,2:0) 14. února
- Vissers Nijmegen - AIK Solna (SWE) 3:8, 2:10 (obě utkání v Nijmegenu)
- HC Bolzano - Kölner EC (FRG) 1:6, 3:9
- Polonia Bytom - SC Dynamo Berlin (GDR) 3:1, 4:6 (SN 3:1)

## Finále
(1. - 7. září 1985 v Megève)
- 1. CSKA Moskva - 8 bodů
- 2. Kölner EC - 4 body
- 3. ASD Dukla Jihlava - 4 body
- 4. AIK Solna - 4 body
- 5. Polonia Bytom - 0 bodů

## Utkání Jihlavy
- Kölner EC - ASD Dukla Jihlava 3:5 (1:2,0:3,2:0) 1. září
- ASD Dukla Jihlava - Polonia Bytom 10:0 (3:0,3:0,4:0) 3. září
- ASD Dukla Jihlava - AIK Solna 1:3 (0:1,0:0,1:2) 4. září
- CSKA Moskva - ASD Dukla Jihlava 6:4 (3:1,2:1,1:2) 7. září